# Zbigniew Wojciechowski (polityk)
Zbigniew Czesław Wojciechowski (ur. 12 maja 1962 w Swaryczowie) – polski prawnik, polityk, samorządowiec i działacz społeczny, były wiceprezydent Lublina, w 2011 poseł na Sejm VI kadencji, w latach 2018–2024 wicemarszałek województwa lubelskiego.

## Życiorys

### Wykształcenie i praca zawodowa
Syn Czesława i Krystyny. W 1987 ukończył studia prawnicze na Wydziale Prawa Kanonicznego i Świeckiego Katolickiego Uniwersytetu Lubelskiego. W 1994 zaczął prowadzić własne biuro prawne i handlowe, w 2007 otworzył własną kancelarię prawniczą.

### Działalność polityczna
W latach 1992–2007 był członkiem kolejno Ruchu dla Rzeczypospolitej i Ruchu Odbudowy Polski. Bez powodzenia kandydował w 1997 z listy Ruchu Odbudowy Polski do Sejmu. W latach 1998–2002 pełnił funkcje radnego Lublina (mandat uzyskał z listy Akcji Wyborczej Solidarność) i wiceprezydenta miasta. Przez następne cztery lata był wiceprzewodniczącym lubelskiej rady miejskiej. W wyborach parlamentarnych w 2005 bezskutecznie kandydował do Senatu z własnego komitetu, zajmując 12. miejsce spośród 20 kandydatów. W wyborach samorządowych w 2006 bez powodzenia ubiegał się o prezydenturę Lublina z listy Stowarzyszenia Idziemy Razem – Lubelska Centroprawica, przed drugą turą poparł Adama Wasilewskiego. W wyborach parlamentarnych w 2007 (już jako bezpartyjny) ubiegał się o mandat poselski z listy Platformy Obywatelskiej, uzyskując 6893 głosy. W wyborach samorządowych w 2010 ponownie bez powodzenia kandydował na prezydenta Lublina (z własnego komitetu), otrzymując około 14% głosów i zajmując 4. miejsce spośród 8 kandydatów. W drugiej turze poparł kandydata PO Krzysztofa Żuka, a po jego zwycięstwie został w połowie grudnia po raz drugi wiceprezydentem Lublina. Zajął się również tworzeniem lubelskich struktur ugrupowania Polska Jest Najważniejsza.
20 stycznia 2011 złożył rezygnację ze stanowiska zastępcy prezydenta miasta. 1 lutego 2011 objął mandat poselski (zastępując Janusza Palikota), przystępując do klubu parlamentarnego PJN. 4 czerwca tego samego roku na pierwszym kongresie PJN został wybrany na przewodniczącego rady krajowej tej partii. Nie uzyskał reelekcji w wyborach parlamentarnych w 2011.
W grudniu 2013 został pełnomocnikiem nowej partii Polska Razem (współtworzonej przez PJN) na województwo lubelskie (pełnił tę funkcję do marca 2015, kiedy to został wiceszefem zarządu wojewódzkiego partii). W wyborach samorządowych w 2014 był jej kandydatem na liście PiS do sejmiku tego województwa, jednak nie uzyskał mandatu. Był wiceprzewodniczącym rady krajowej Polski Razem. W grudniu 2017 został przewodniczącym lubelskiej rady regionalnej powstałej miesiąc wcześniej z jej przekształcenia partii Porozumienie.
W wyborach w 2018 z ramienia Prawa i Sprawiedliwości został wybrany na radnego sejmiku lubelskiego VI kadencji. W listopadzie 2018 powołano go na wicemarszałka w zarządzie województwa VI kadencji; funkcję tę pełnił do końca kadencji w 2024. W 2022 zrezygnował z członkostwa w Porozumieniu. W 2023 startował do Sejmu z listy PiS. W 2024 utrzymał mandat radnego sejmiku na kolejną kadencję.

### Działalność społeczna
W 2009 objął społeczną funkcję prezesa Klubu Motorowo-Żużlowego w Lublinie. Był też prezesem Stowarzyszenia „Wspólne Korzenie”. Związany też ze Stowarzyszeniem „Wspólnota Polska” i zarządem lubelskiego oddziału Związku Piłsudczyków. Jest pomysłodawcą Festiwalu Kultury Polskiej i Ukraińskiej w Lublinie. Był jednym z inicjatorów postawienia pomnika Józefa Piłsudskiego na placu Litewskim (w uznaniu tej aktywności został mianowany na stopień starszego sierżanta przez dowódcę garnizonu Lublin).

## Odznaczenia i wyróżnienia
Odznaczony m.in. Złotym Krzyżem Zasługi (2010) oraz Złotym Medalem za Zasługi dla Policji (2023). Otrzymał także Srebrny Medal „Opiekun Miejsc Pamięci Narodowej”. Wyróżniony tytułem honorowego członka Rodziny Katyńskiej oraz Nagrodą im. Stefana Kardynała Wyszyńskiego Prymasa Tysiąclecia.